# کاتولو

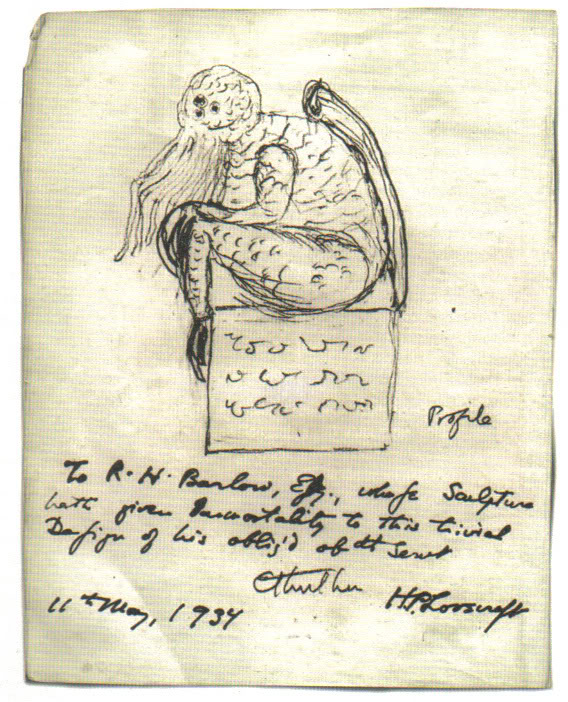
کاتولو - نقاشی شده توسط اچ-پی لاوکرافت

کاتولو (به انگلیسی: Cthulhu) نام شخصیتی خیالی است که اولین بار در داستان فراخوانی کاتولو منتشر شده توسط پالپ مگزین ویرداستوری، نوشته شده توسط اچ-پی لاوکرافت در سال ۱۹۲۸ ظاهر شد.
این موجود تخیلی دارای سری اختاپوس مانند و دو بال بلند و چهار پا با پنجه و بدن پوسته پوسته شکل است.

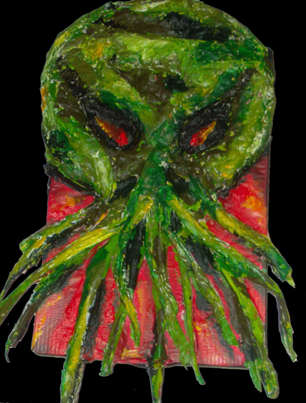
کتولهو

کثولهو، ترجمهٔ واژهٔ غیرقابل تلفظ Cthulhu است؛ این واژه که اولین بار توسط لاوکرافت برای نامیدن خداوند اهریمنی‌اش معرفی شده‌است، تا کنون با تلفظ‌های گوناگونی مواجه بوده‌است. سایر تلفظ‌های این واژه نظیر: کاثالهو، کوتولهو، کوتولو، خزولحو و غیره نیز وجود دارند. انتخاب کثولهو به عنوان ترجمهٔ فارسی با توجه به اظهار نظر خود لاوکرافت دربارهٔ تلفظ این واژه بوده‌است. کثلهو اولین بار در داستان «اظهار کثلهو»، داستان کوتاهی که در مجلهٔ قصه‌های عجیب∗ تابستان سال۱۹۲۶ نوشته شد ولی در فوریهٔ ۱۹۲۸ منتشر شده بود، ظاهر شد. او معمولاً هستهٔ اصلی «قدیم‌باشندگان متعال»∗ از اساطیر کثلهو است. اغلب با توصیفات غلو شده‌ای از وحشت کیهانی‌اش، هیبت غول‌آسای‌اش و ظاهر رعب‌آورش تصویر می‌شود. در زبان علمی‌تخیلی و فانتزی کثلهو، به عنوان اصطلاحی عمومی برای ترس و وحشت بسیار عمیق به کار می‌رود. کثلهو به نحوه‌های مختلفی نوشته و خوانده می‌شود∗
داستان «اظهار کثلهو» یکی از مشهورترین داستان‌های کوتاه لاوکرفت است. در این داستان که لحن روایت آن، لحن روایت مستند است، سه راوی مختلف، سکانس‌های مختلفی را روایت می‌کنند که در پایان داستان ارتباط آن‌ها با یکدیگر معلوم می‌شود. این داستان یکی از بهترین داستان‌های زیرگونهٔ وحشت کیهانی است.
بعد از آنکه کثلهو در داستان «اظهار کثلهو» ظاهر شد، حضور کمرنگی در سایر داستان‌های لاوکرفت هم داشت. برای مثال، در اشاراتی که از نکرونومیکون در داستان وحشت در دان‌ویچ آمده، او را در میان سایر قدیم‌باشندگان متعال وصف می‌کند. در داستان در کوهستان جنون، قدیم‌زادگان در نبرد با کهن‌بایستگان متعال و سالار ایشان کثلهو وصف می‌شوند. همین‌طور در داستان نجوایی در تاریکی، اشاره‌ای به کثلهو و شوگوث به عنوان اساطیر دهشتناک می‌شود. در داستان سایه‌ای بر فراز اینسموث∗، اطلاعات جالبی دربارهٔ کثلهو بیان می‌شود. در این داستان لاوکرفت نوشته‌است که کثلهو نه تنها توسط آدمیان بلکه توسط غیرآدمیان، نژادی که به آن‌ها عمیق‌زادگان گفته می‌شود نیز پرستیده می‌شود. آگوست درلث، که شهرتش را به خاطر نشر داستان‌های لاوکرفت دارد، از نام این موجود برای نامگذاری اساطیر مخلوق لاوکرفت استفاده کرد و آن‌ها را «اساطیر کثلهو» نامید.

## نامیدن، نوشتن و اداکردن نام کثلهو
طرز درست نوشتن نام کثلهو محل اختلاف است. حروف باید طوری کنار یکدیگر قرار بگیرند که نام غیرقابل تلفظ و کیهانی او را به بهترین نحو ادا کنند. به حروف لاتین این نام با این ترکیب از حروف هم دیده شده‌است:
Tulu, Clulu, Clooloo, Cthulu, Cighulu, Cathulu, Kutulu, Q’thulu, Ktulu, Kthulhut, Kulhu, Thu Thu
لاوکرفت بیان می‌کند که تلفظ نام او با فونتیک انگلیسی به صورت Khlûl'-hloo است؛ بر همین اساس هم مترجم این نام، کثلهو را به عنوان ترجمهٔ نوشتاری نام این موجود برگزیده‌است. با این وجود تی. اس. جوشی، محقق داستان‌های لاوکرفت بیان می‌کند که لاوکرفت در موارد دیگری، تلفظ‌های دیگری هم برای این نام عنوان کرده‌است. لاوکرفت معتقد است که برای زبان انسانی، نام آن چنان موجود کیهانی‌ای به دشواری قابل بیان کردن است (در داستان به‌طور ضمنی اشاره می‌شود که ادا کردن صحیح نام آن موجود خود جزو جادوهای تاریک مذهب منحط و شیطانی کثلهو است). سال‌ها بعد از مرگ لاوکرفت، تلفظ کوتولهو، در بین مردم عمومیت یافت و بازی «الگو:پیوند مرکب» هم به تثبیت این تلفظ کمک کرد.

## داستان اظهار کثلهو
این داستان کوتاه (۲۶ صفحهٔ فارسی)، روایت اول شخص دارد و به سه بخش تفکیک شده‌است:
- وحشت در سفالینه
- نقل سربازرس لگراس
- جنون از دریا

در هر یک از این بخش‌ها، یک راوی مشاهدات خودش را بیان می‌کند و در پایان راوی اصلی داستان به جمع‌بندی دهشتناکی می‌رسد.
داستان توسط دست‌نوشته‌های «فرانسیس ویلند تورستن» در نیویورک بیان می‌شود. تروستن از میان دست‌نوشته‌های باقی‌مانده از دائی بزرگش، داستان دهشتناکی کشف می‌کند. دائی او در سال ۱۹۲۷، خیلی ناگهانی با تصادمی که با یک ملوان سیه‌چرده می‌کند دچار مرگ اتفاقی می‌شود. «جرج گمل انجل» دائی تروستن، پروفسور زبان سامی در دانشگاه براون در پرویدنس بوده‌است.

## تأثیر در فرهنگ عوام

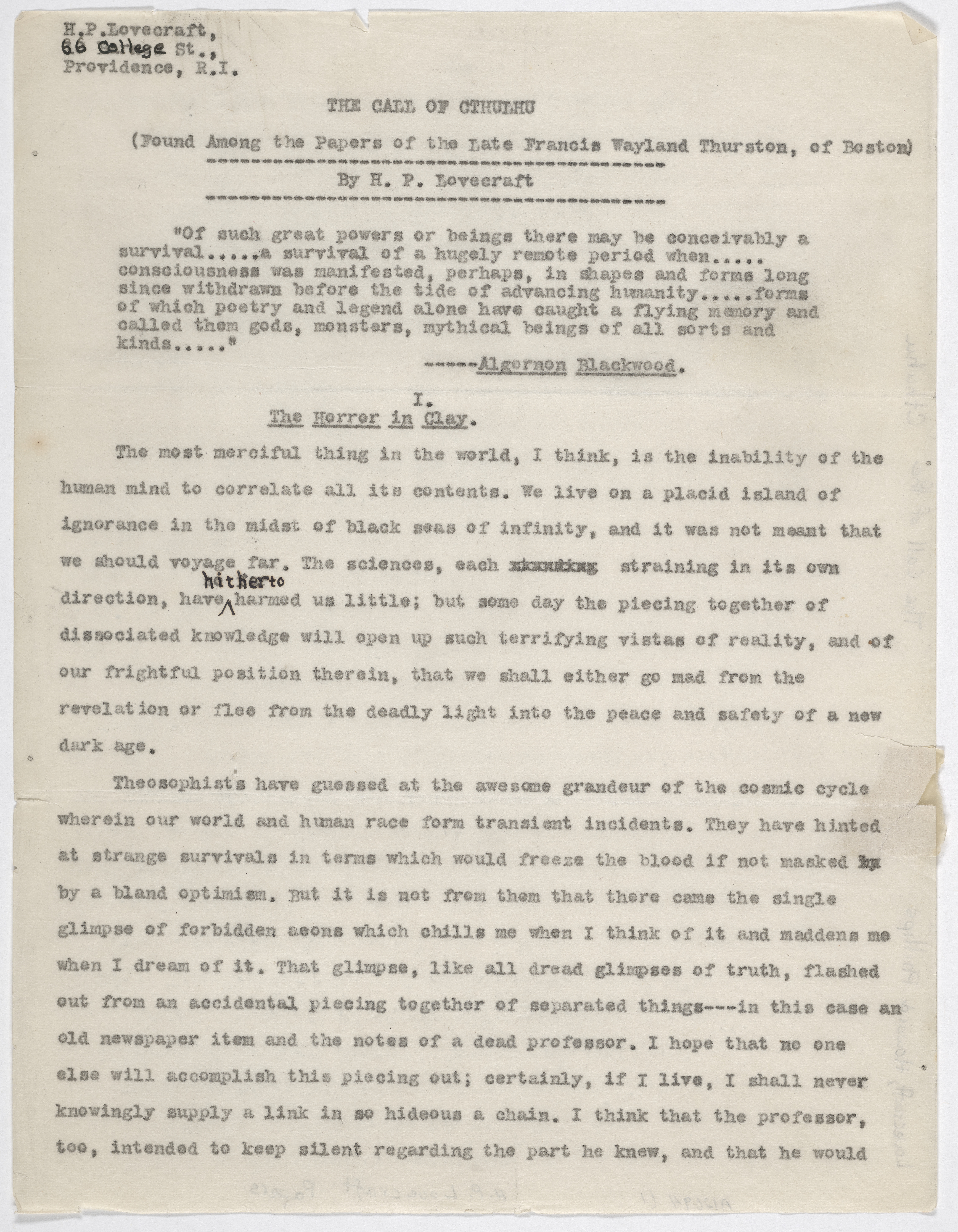
اقتباس سینمایی از اثر

داستان «اظهار کثلهو» یکی از مؤثرترین داستان‌های گونهٔ وحشت بوده‌است و تاکنون بر آثار هنری بسیاری تأثیر گذاشته‌است. در ادامه، به برخی از این تأثیرات اشاره می‌شود.
- اقتباس سینمایی از اثر، در سال ۲۰۰۵ به صورت فیلم صامت توسط شاون برنی و اندرو لمن∗ ساخته شد و توسط جمعیت تاریخی اچ. پی. لاوکرفت انتشار یافت.
- استفن کینگ نویسندهٔ ژانر وحشت در کتاب خود با عنوان من می‌دانم به چه چیز احتیاج داری، شخصیت اصلی نسخه‌ای از نکرونومیکون پیدا می‌کند.
- نیل گیمن در داستانی که در وب‌سایتش منتشر کرده با عنوان من، کثلهو، زندگی‌نامهٔ کثلهو را شرح می‌دهد.
- نیل گیمن در داستانش با عنوان خدایان آمریکایی به خدایی با چهره‌ای هشت‌پا گونه اشاره می‌کند.
- کمیک ارتش تاریکی در برابر بازنمودگان بر پایهٔ داستان‌های لاوکرفت و اساطیر کثلهو بنا شده‌است.
- تری پرچت در داستان‌های دنیای گرد خود، به کتابی اشاره می‌کند با نام نکروتلیکومنیکون، که همپای نکرونومیکون در زمین است.
- گروه متال متالیکا در آلبوم راندن صاعقه، آهنگی دارد با عنوان اظهار کوتولهو که در آن شعر معروف عبدالحضرد در نکرونومیکون هم آورده شده‌است.
- گروه تایگر لیلیز آلبومی دارد به نام کوهستان جنون که در آن آهنگی به عنوان فرقهٔ کثالهو وجود دارد.
- در بازی مکس پین ۱ نیز یکی از شخصیت‌های باس بازی به نام جک لوپینو در صحبت ها و نوشته هایش به کثولهو در کنار سایر خدایان باستانی اشاره می‌کند.
- در بازی هنر نبرد: سریر یخ‌زده، کاراکتری وجود دارد به نام «بی‌چهره»؛ که بازآفرینی صورت کثلهو است.
- در بازی دوتا آلستار هم المان‌هایی نظیر نکرونومیکن و داجون وجود دارد.
- بازی اظهار کثلهو:زوایای تاریک دنیا برای کامپیوتر و ایکس باکس یکی از معروف‌ترین بازی‌هایی است که بر اساس این اثر ساخته شده‌است.
- بازی رول پلینیگ «اظهار کثلهو» به صورت صفحه‌ای و با حضور بازی‌کنان و بازی‌گردانان، یکی از ژانرهای معروف بازی‌های ساخته شده بر اساس این اثر است.
- کاتولو در تیزر ابتدایی سریال ریک و مورتی دیده میشود .
- تأثیر داستان بر فیلم‌ها و موسیقی‌های بیشماری به چشم می‌خورد که به صورت مستقیم یا غیر مستقیم از آن الهام گرفته‌اند.
- در سریال South park حضور داشته .